# Cerro Renca

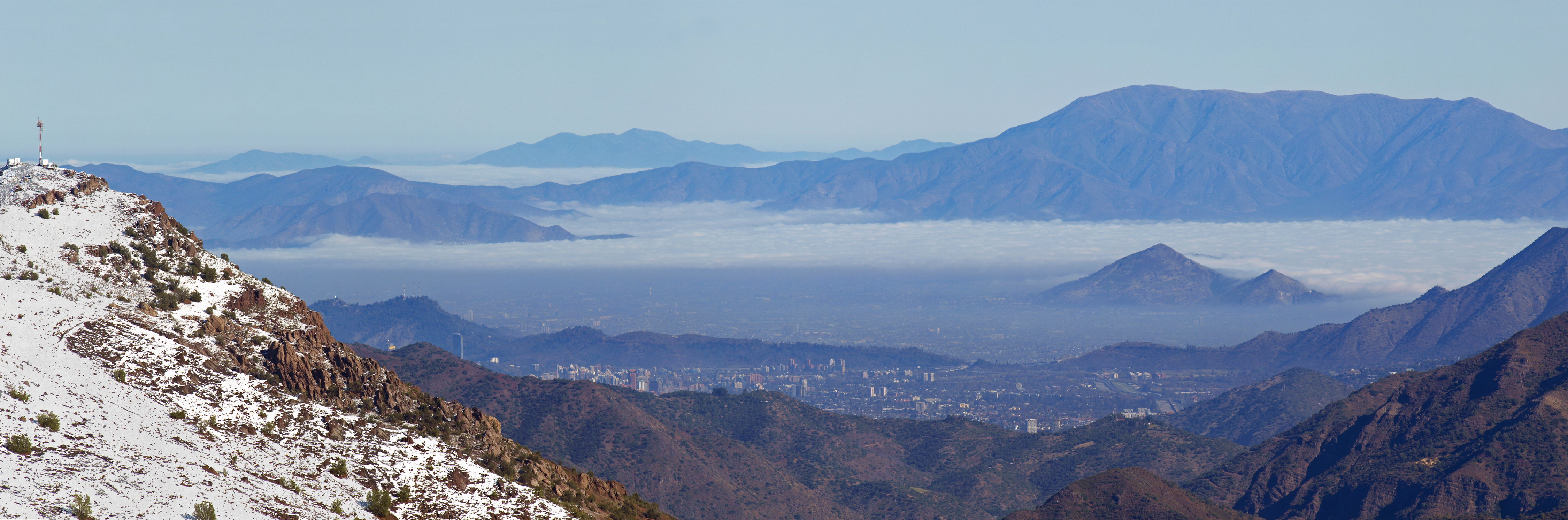
A la derecha, el cerro Renca

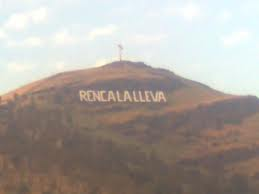
El cerro Renca

El cerro Renca está ubicado en Santiago, la capital de Chile, entre las comunas de Quilicura y Renca. Con 905 m s. n. m. y una prominencia de 300 m, es el tercer punto más alto de la metrópoli, superado por los cerros Manquehue y Lo Aguirre, aunque hay fuentes que lo consideran el punto más alto de la metrópoli. Está clasificado como cerro orográfico por el Gobierno de Chile.

## Historia
En 1987 se instaló en su cumbre una cruz blanca, desde donde se lanzaban fuegos artificiales durante la celebración de Año Nuevo, evento organizado por la Municipalidad de Renca. 
En 2010, y casi en su cima, se instaló un letrero con letras blancas, donde se leía «Renca la lleva». En 2016 decidieron acotar la tipografía, dejando solo la palabra «Renca» para dar a entender que es el nombre de la comuna.
En 2014, la Municipalidad de Renca lo inscribió en un concurso, organizado por la Intendencia Metropolitana de Santiago, para construir un nuevo parque urbano. Participaron otros tres terrenos elevados de la conurbación y el elegido fue el cerro Chena de la comuna de San Bernardo. Integrará el Parque Metropolitano Cerros de Renca.